# Малая Косуль
Малая Косуль — деревня в Боготольском районе Красноярского края России. Входит в состав Большекосульского сельсовета. Находится на левом берегу реки Чулым, примерно в 16 км к юго-западу от районного центра, города Боготол, на высоте 216 метров над уровнем моря.

## Население
| 2010 |
| ---- |
| 43   |

Гендерный состав
По данным Всероссийской переписи населения 2010 года 26 мужчин и 17 женщин из 43 чел.

## Улицы
Уличная сеть деревни состоит из одной улицы (ул. Береговая и ул. Центральная).